# Hańczowa
Hańczowa (łem. Ганчова, Hanczowa) – wieś w Polsce, położona w województwie małopolskim, w powiecie gorlickim, w gminie Uście Gorlickie, nad rzeką Ropą.
Leży w południowo-zachodniej części Beskidu Niskiego i bezpośrednio graniczy z uzdrowiskiem Wysowa-Zdrój. We wsi znajduje się zabytkowa drewniana cerkiew prawosławna na małopolskim szlaku architektury drewnianej. Miejscowość jest siedzibą parafii prawosławnej w dekanacie Krynica diecezji przemysko-gorlickiej. Od 1964 funkcjonuje technikum rolnicze obecnie pod nazwą Zespół Szkół Centrum Kształcenia Rolniczego.

## Integralne części wsi
| SIMC    | Nazwa     | Rodzaj    |
| ------- | --------- | --------- |
| 0468068 | Markowiec | część wsi |
| 0468074 | Za Rzeką  | część wsi |

## Historia i teraźniejszość
Hańczowa powstała w 1480, założona na prawie wołoskim przez Gładyszów. W 1581 wieś należała do Adama Brzezińskiego, w 1680 do Jana Zborowskiego, a w 1799 do Jana Rudnickiego. W 1800 powstała w Hańczowej pierwsza szkoła podstawowa. Według spisu z 1921 wieś liczyła 724 mieszkańców w tym 685 grekokatolików 24 rzymskich katolików i 15 Żydów. Po 1931 wieś przeszła na prawosławie. Z kolei według spisu z 1936 mieszkało we wsi 1189 osób. Po deportacjach ludności łemkowskiej w latach 1945–1947 wiele osób powróciło po 1956. Obecnie Hańczowa to jedno z większych skupisk Łemków.
W 1964 powstało w Hańczowej Technikum Hodowlane z gospodarstwem hodowlanym, a w 1973 oddano do użytku stadion sportowy wybudowany w czynie społecznym. Ze składek wiernych wzniesiono w 1982 nowy kościół filialny pw. Dobrego Pasterza parafii rzymskokatolickiej w Wysowej. W 1985 odbyła się tu III Łemkowska Watra. W miejscowości działało Państwowe Gospodarstwo Rolne – Zakład Rolny Nawojowa. W 1993 jednostką nadrzędną było Gospodarstwo Rolne Zasobu Własności Rolnej Skarbu Państwa Nawojowa. W latach 1975–1998 miejscowość administracyjnie należała do województwa nowosądeckiego. W 2002 było 61 budynków mieszkalnych.

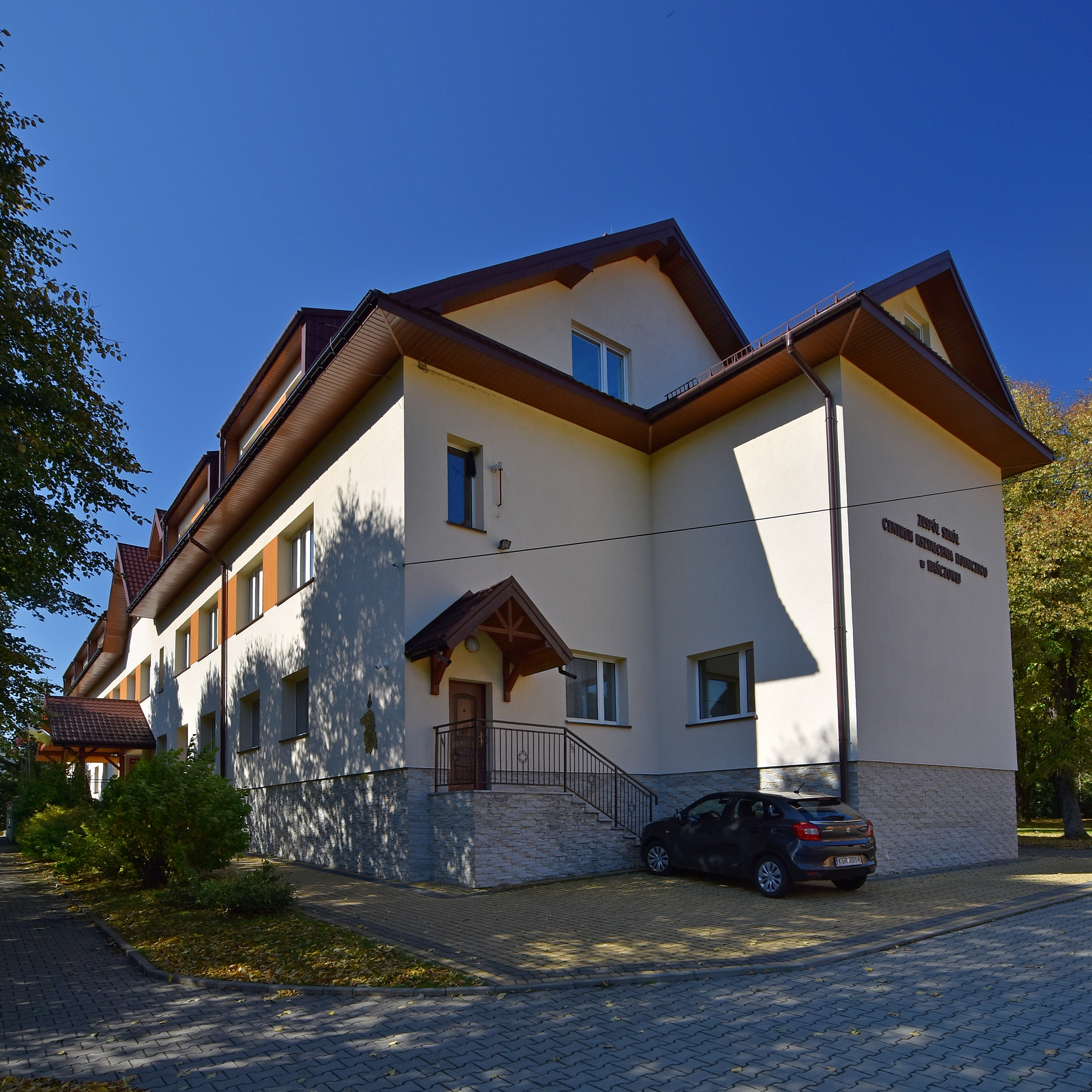
Zespół Szkół Centrum Kształcenia Rolniczego
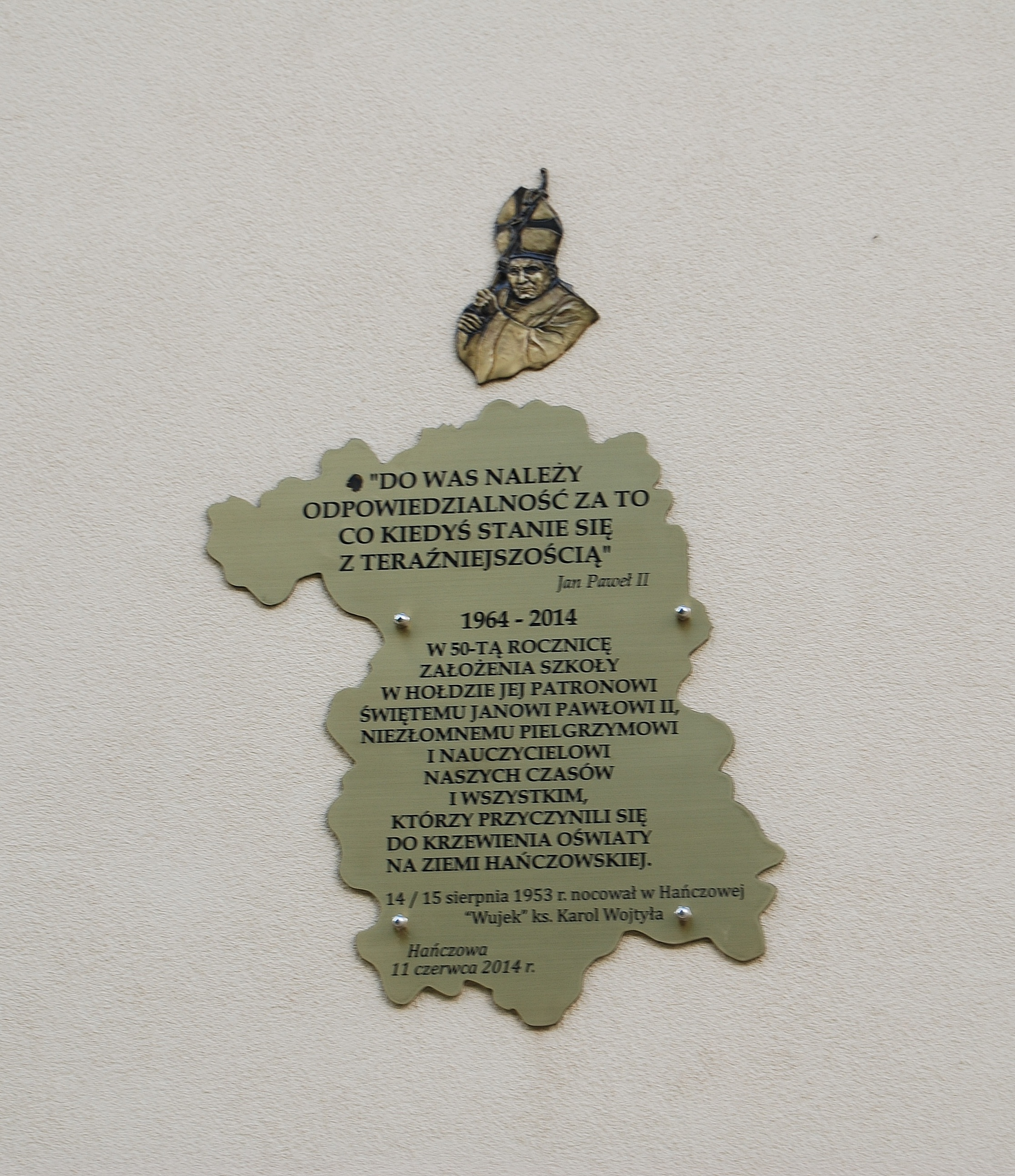
Patron Zespołu Szkół CKR
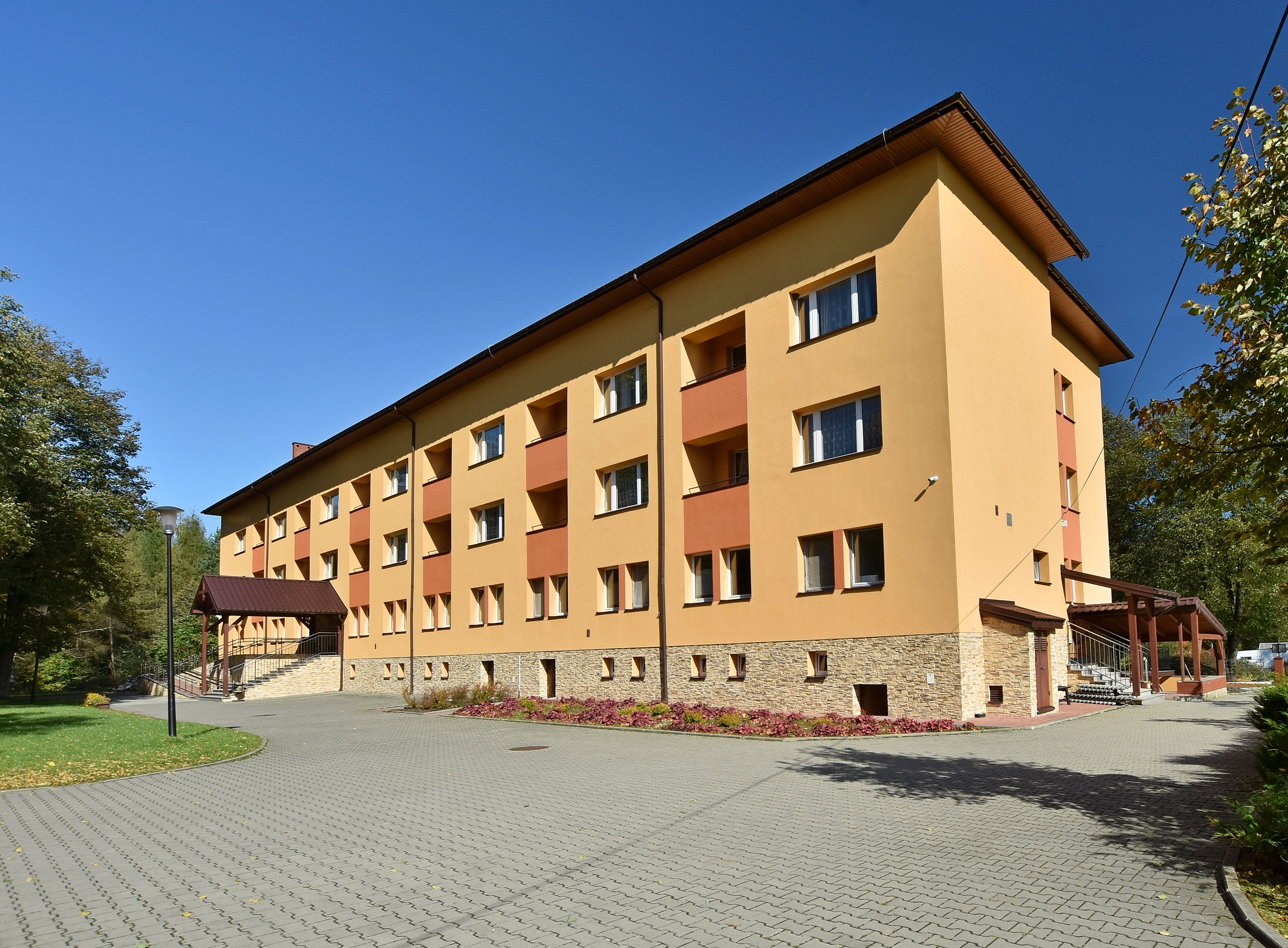
Internat Zespołu Szkół CKR

## Ludność
Hańczowa według danych na koniec 2011 liczyła 527 mieszkańców w tym 241 kobiet i 286 mężczyzn. Było 337 osób w wieku produkcyjnym, 107 w wieku przedprodukcyjnym i 83 w wieku poprodukcyjnym. W 1998 na ogólną liczbę 625 mieszkańców 35 posiadało wyższe wykształcenie, 67 osób miało średnie, zawodowe 62 i podstawowe 249 osób.
- Wykres liczby ludności w Hańczowej na przestrzeni lat[8][9]

## Zabytki
Obiekty wpisane do rejestru zabytków nieruchomych województwa małopolskiego.
- cerkiew Opieki Matki Bożej,
  - cmentarz,
  - ogrodzenie.

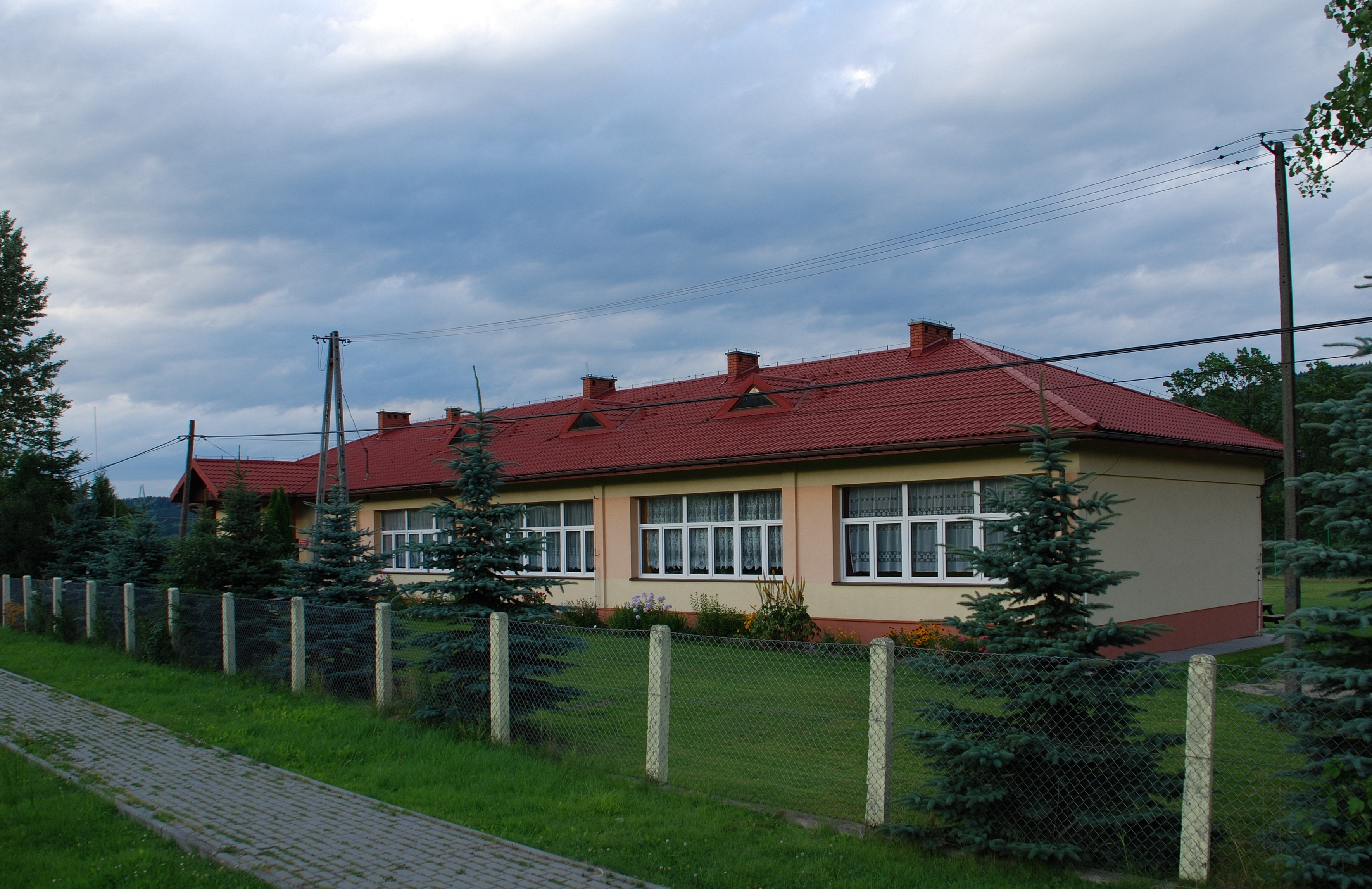
Szkoła Podstawowa
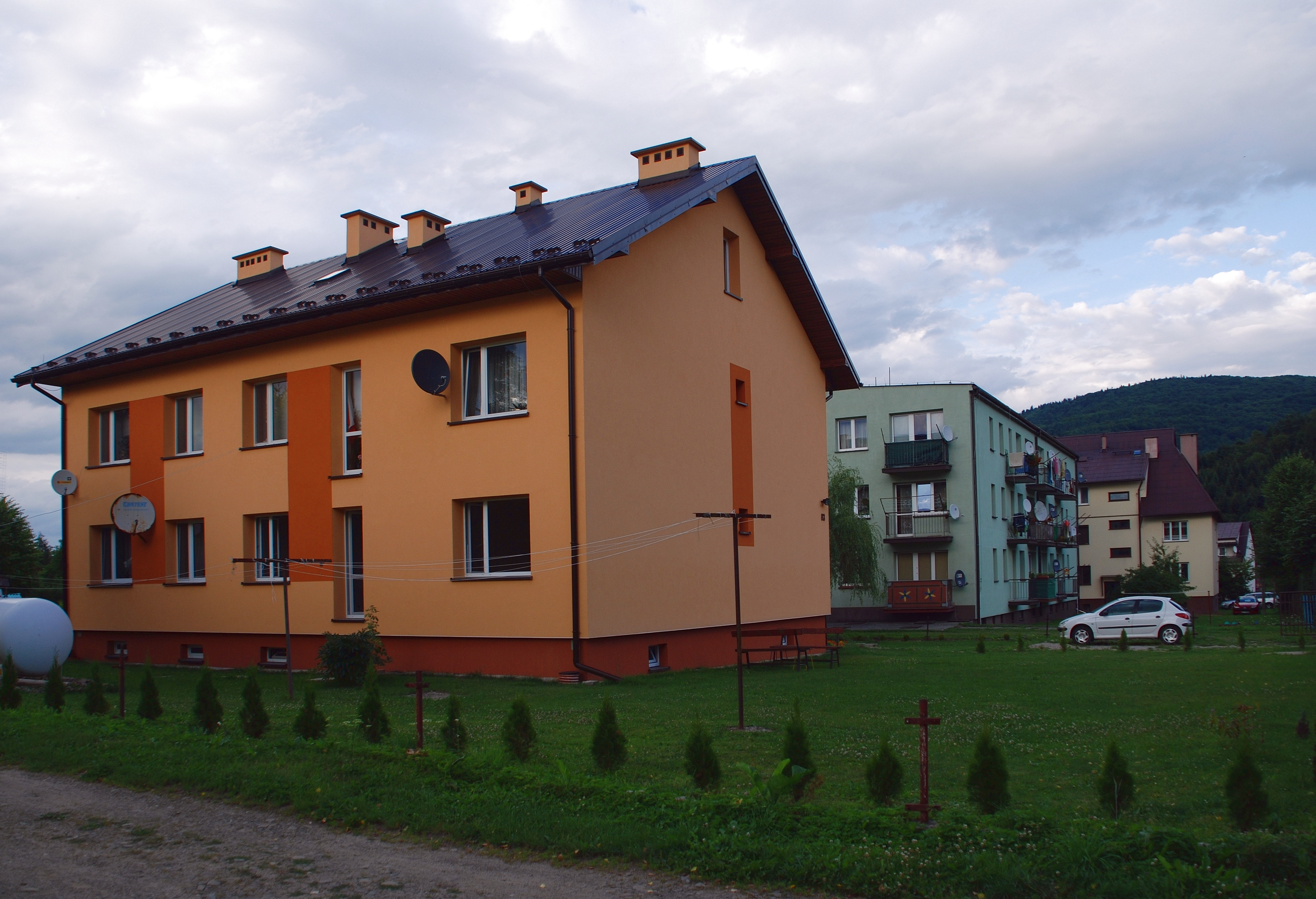
Osiedle mieszkaniowe
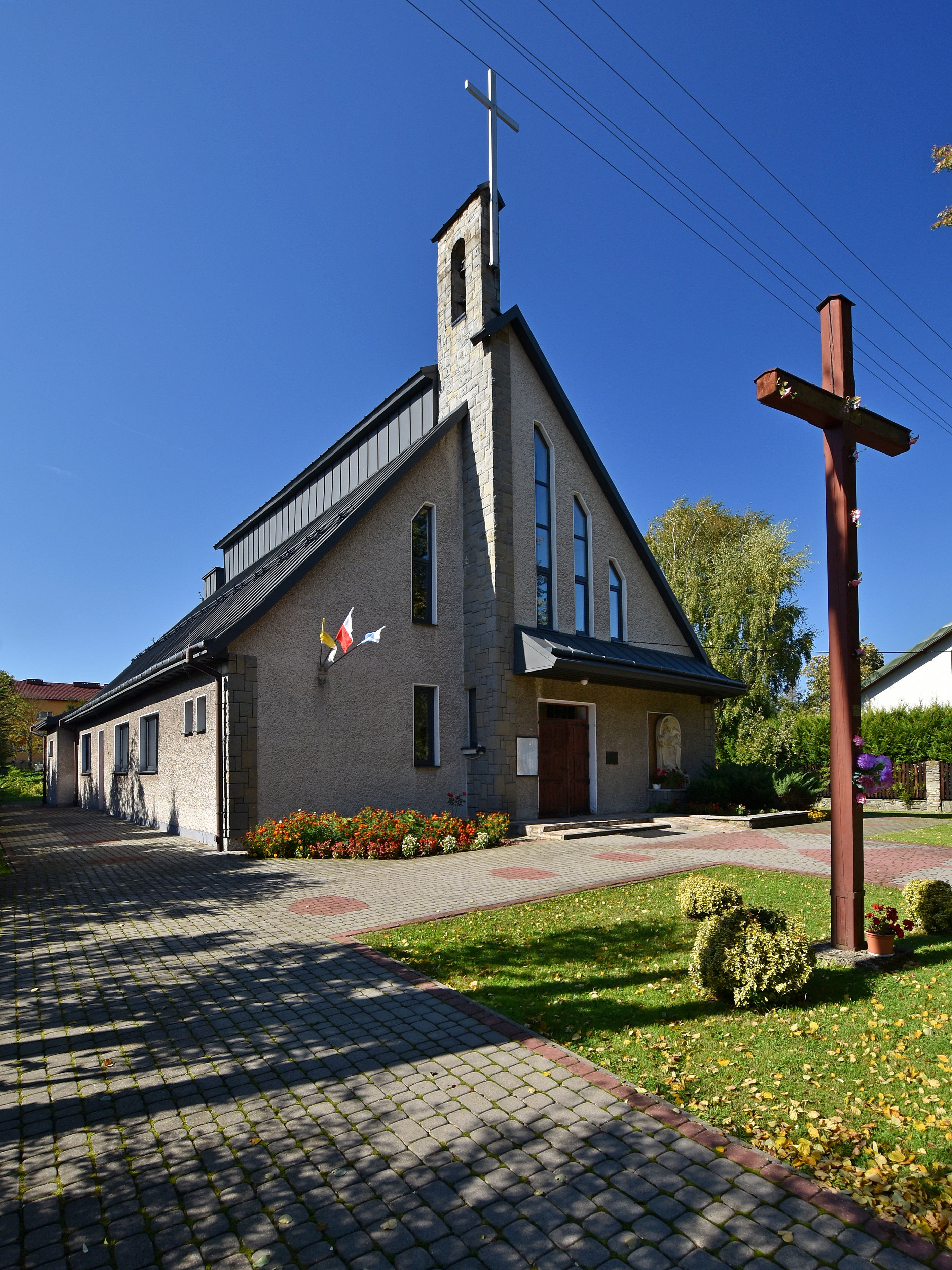
Kaplica rzymskokatolicka

## Turystyka

### Szlaki piesze
- Banica – Izby – Ropki – Hańczowa – Kozie Żebro (847 m n.p.m.) – Regietów – Rotunda (771 m n.p.m.) (Główny Szlak Beskidzki)

### Szlaki rowerowe
- Wielokulturowy Szlak Rowerowy z Przełęczy Wysowskiej do Sędziszowej[11]

## Urodzeni we wsi
- Ihor Duda – ukraiński historyk sztuki, działacz społeczny[12], dyrektor Obwodowego Muzeum Sztuki w Tarnopolu[13].

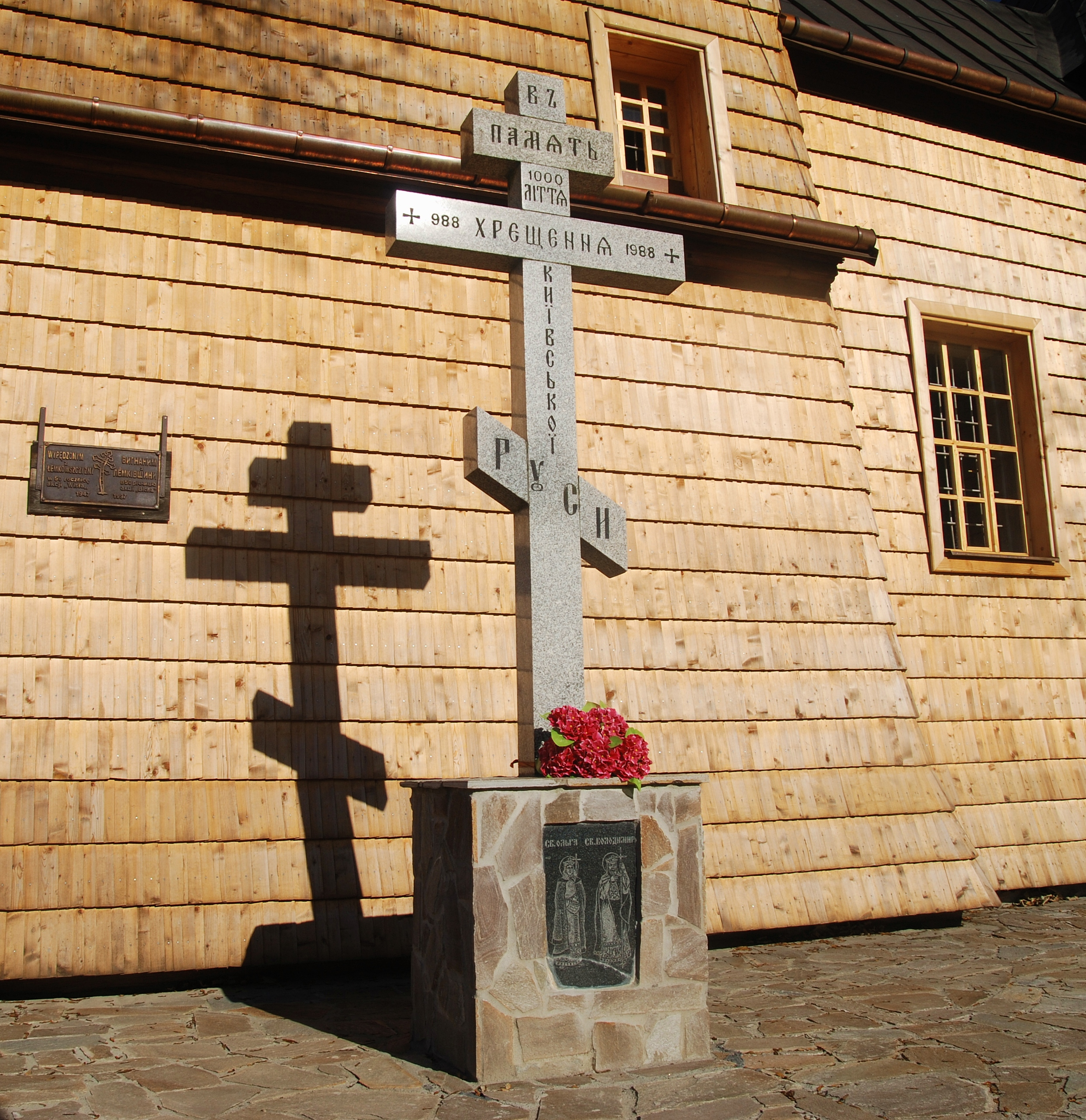
Pamiątkowy krzyż przy cerkwi
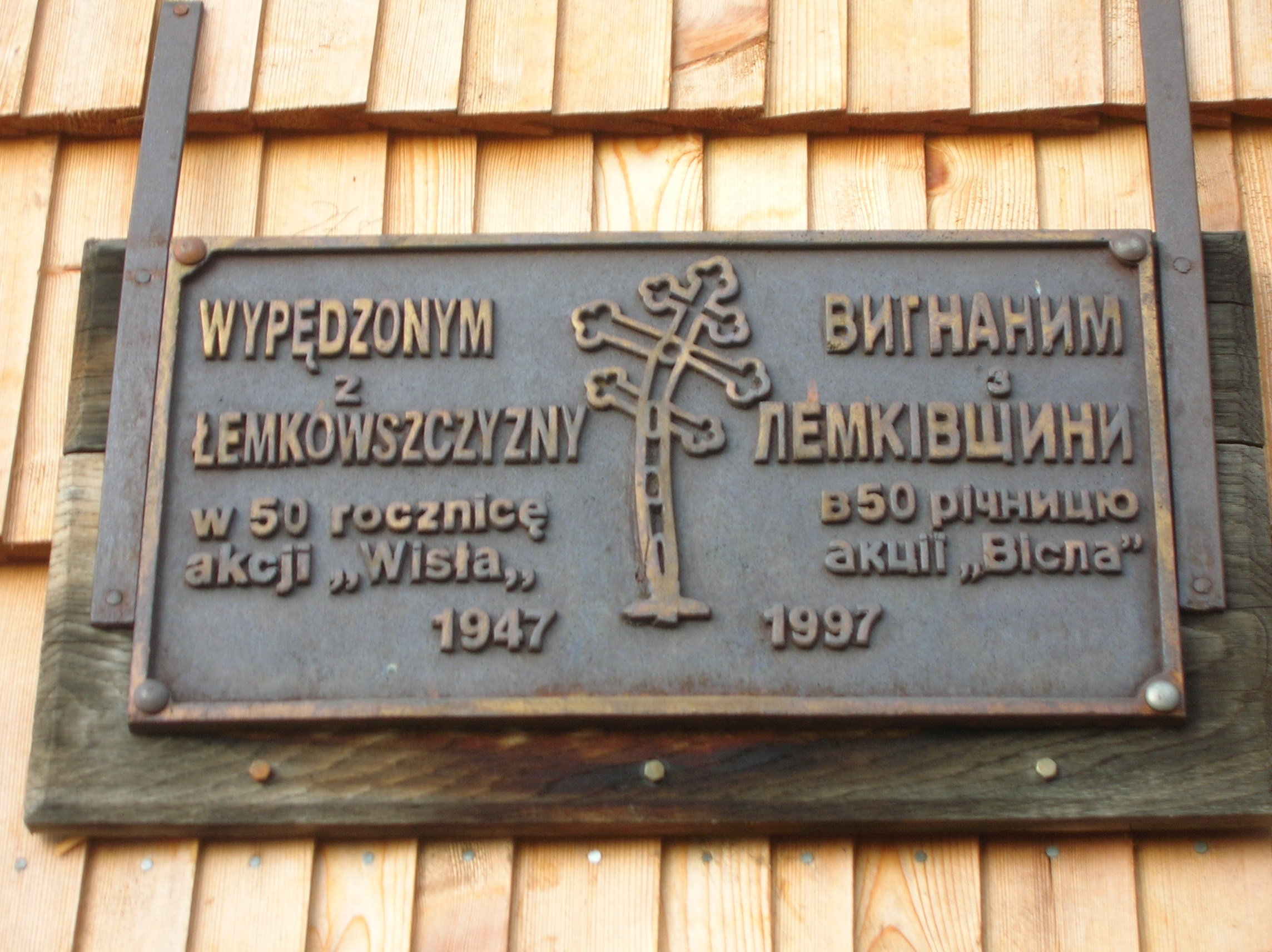
Tablica pamięci na cerkwi
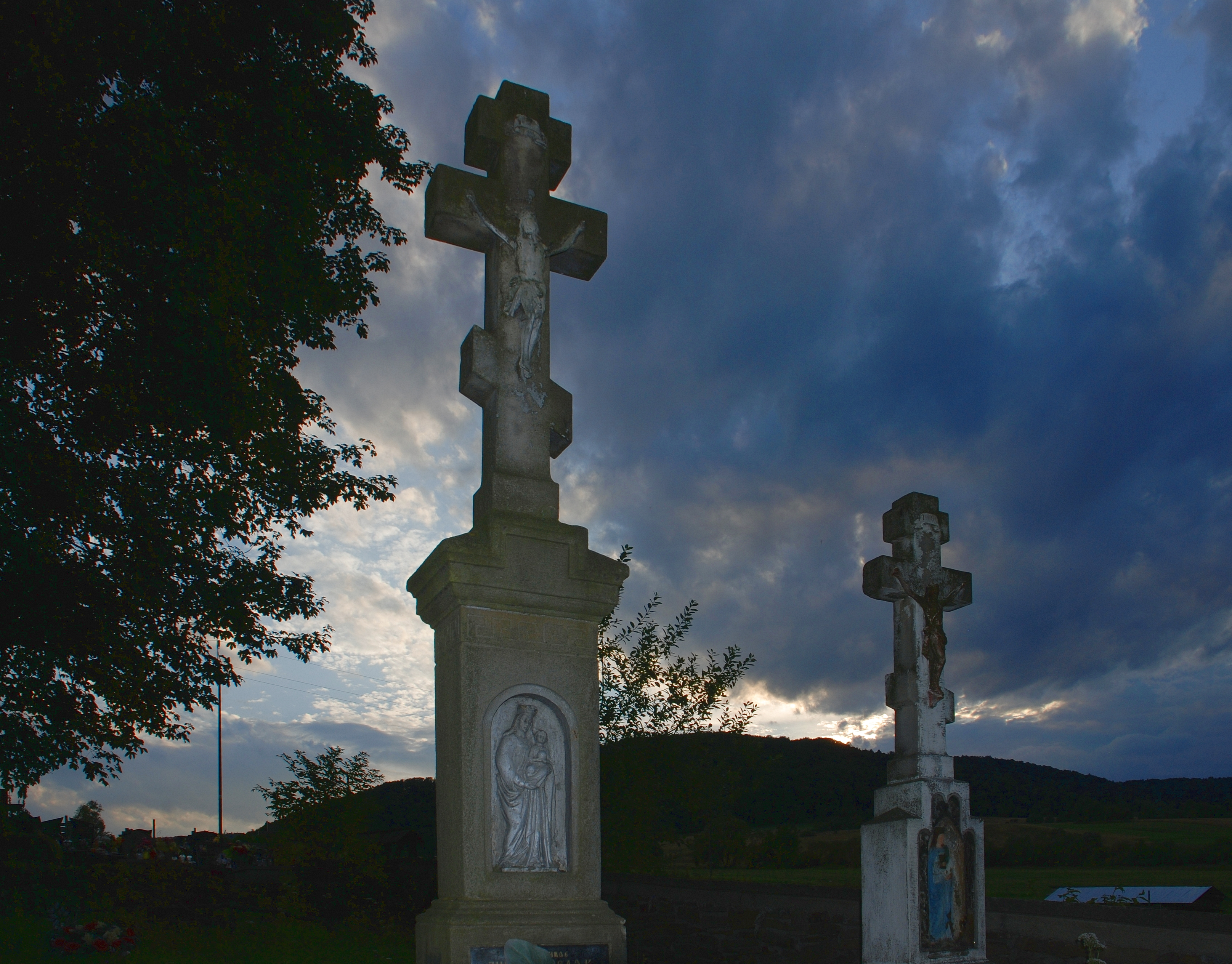
Na cmentarzu